# Johann Martin Abele
Johann Martin von Abele (31. března 1753 Darmstadt – 3. září 1805 Ulm) byl německý publicista a historik.

## Život a kariéra
Abele studoval práva a v roce 1778 promoval na univerzitě v Göttingenu. Následně zde také přednášel, ale již v roce 1779 se stal zástupcem města Kempten. Tento úřad zastával spolu s dalšími až do sjednocení města s Kurpfalz-Bayern (1802). V roce 1791 byl Abele císařem Leopoldem II. povýšen do šlechtického stavu a v roce 1798 byl jmenován dvorním radou. V Kemptenu provozoval tiskárnu a knihkupectví; vedle novin „Neueste Weltbegebenheiten, von einem Weltbürger“ a různých časopisů zde také tiskl vlastní knihy. Po roce 1802 zastával několik úřadů v nové samosprávě.

## Dílo
- Vom Verhältniß der Magistrate und der Bürgerschaft in Reichsstädten, 1780
- Ueber Teutschland, Kaisertodesfall, Trauer u. s. w., Kempten 1790
- Versuch über das teutsche Staatsrecht während eines Zwischenreichs, Kempten 1792